# Claude Carliez
Claude Carliez (* 10. Januar 1925 in Nancy; † 17. Mai 2015 in Saint-Mandé) war ein französischer Stuntman und Schauspieler.

## Leben
Claude Carliez hat in Deutschland oft als Nebendarsteller, der dann auch Stuntrollen übernahm, in bekannten Filmen mitgespielt. Weiterhin führte er Regie beim Film Le Paria.
Carliez war Vorsitzender der Académie d’Armes de France.

## Filmografie (Auswahl)
- 1960: Austerlitz – Glanz einer Kaiserkrone (Austerlitz)
- 1961: Im Zeichen der Lilie
- 1969: Charlie staubt Millionen ab (The Italian Job)
- 1979: Moonraker – Streng geheim (Moonraker)
- 1982: La Boum 2 – Die Fete geht weiter
- 1985: Zahn um Zahn
- 1985: Im Angesicht des Todes (A View To a Kill)